# Quartier de Mansourah (Constantine)
Pour les articles homonymes, voir Mansourah.
Mansourah est un  quartier surplombant la vieille ville de Constantine et dont il est relié par le pont suspendu de Sidi Rached.